# مرکز ملی نظامی پزشکی والتر رید

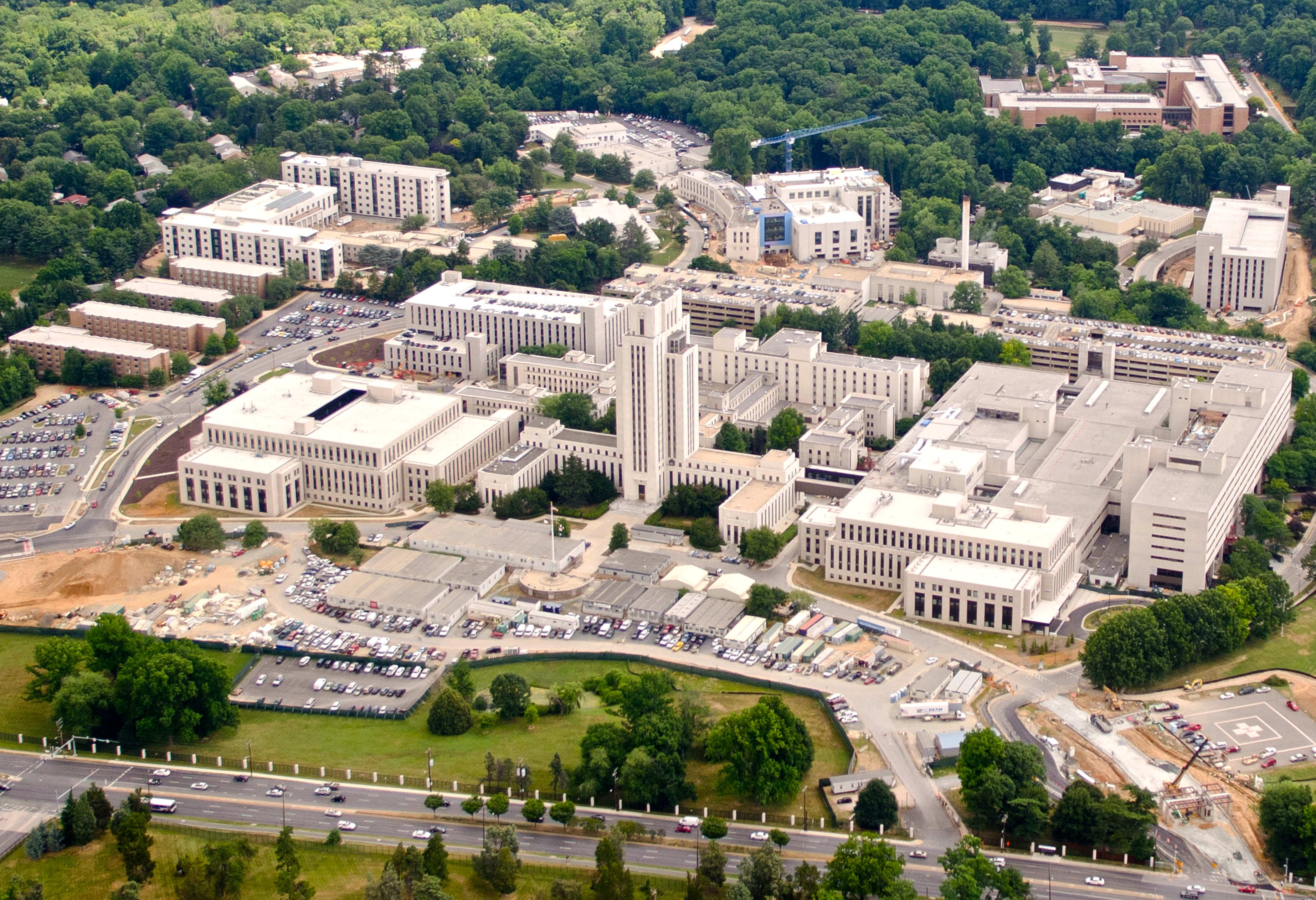
تصویر مرکز ملی نظامی پزشکی والتر رید

مرکز ملی نظامی پزشکی والتر رید (به انگلیسی: Walter Reed National Military Medical Center) سابقاً مشهور به مرکز پزشکی ملی نیروی دریایی و در محاوره بیمارستان نیروی دریایی بتسدا, والتر رید, یا مد نیروی دریایی, از مراکز پزشکی نظامی هر سه نیروی زمینی، هوایی و دریایی ایالات متحده آمریکا' است که در بتزدا، مریلند، در نزدیکی مقر مؤسسه ملی سلامت واقع شده‌است. این بیمارستان از شاخص‌ترین مراکز پزشکی نیروهای مسلح ایالات متحده آمریکا در منطقه کلانشهری واشینگتن، دی.سی. است و از قرن بیستم به‌شمار زیادی از روسای جمهور آمریکا خدمت رسانی کرده‌است.
در سال ۲۰۱۱, مرکز پزشکی والتر رید نیروی زمینی (WRAMC), که به افتخار والتر رید محقق تب زرد نامگذاری شده بود با مرکز پزشکی ملی نیروی دریایی ترکیب شد تا مرکز ملی پزشکی نظامی والتر رید برای هر سه نیرو را شکل دهد.